# Gęsiówka (więzienie)

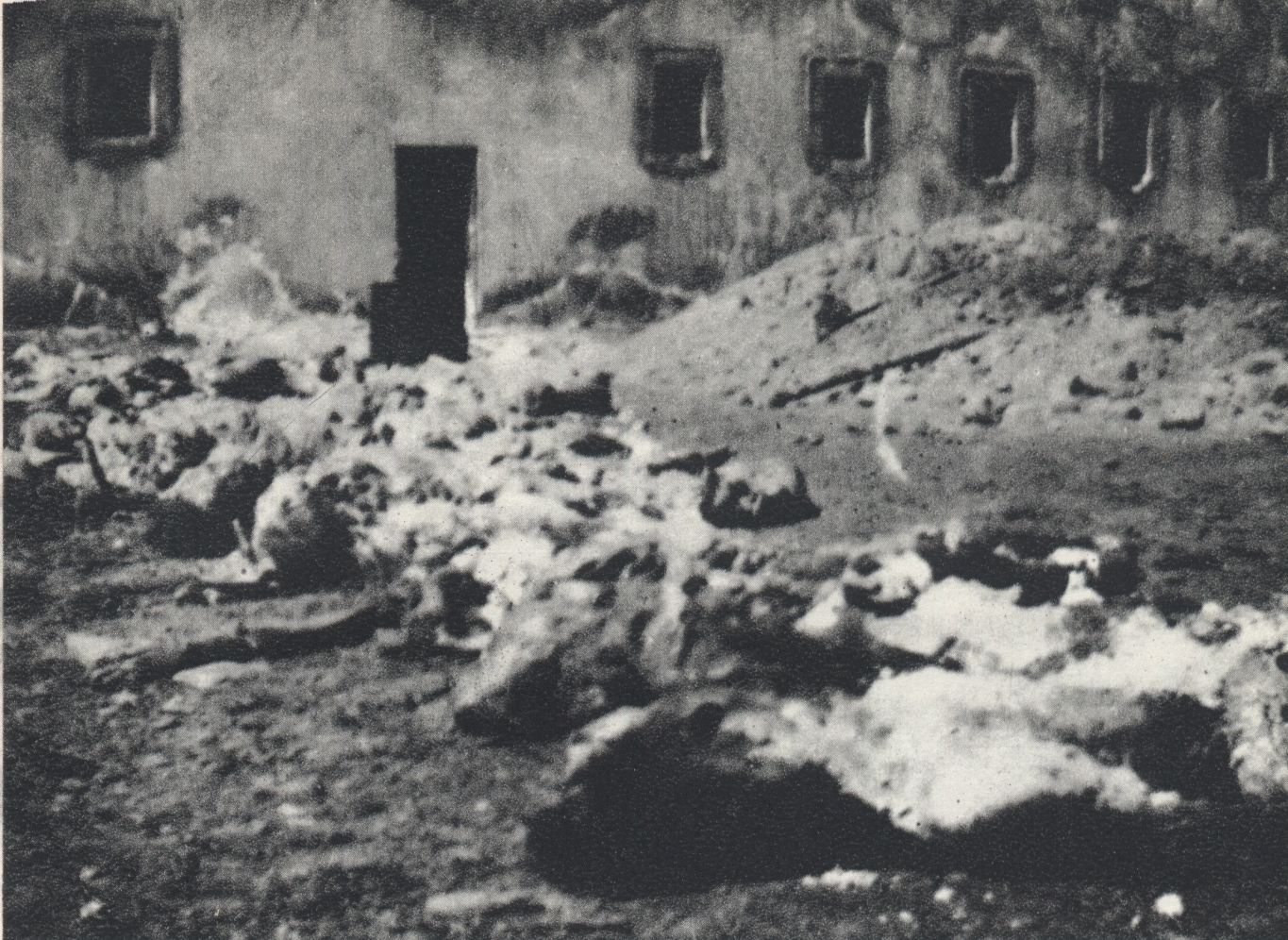
Szczątki ofiar niemieckiego terroru ekshumowane na terenie więzienia wojskowego przy ul. Gęsiej. Rok 1946

„Gęsiówka” – zwyczajowa nazwa kompleksu więziennego mieszczącego się w Koszarach Wołyńskich przy zbiegu ulic Gęsiej i Zamenhofa w Warszawie. W latach niemieckiej okupacji oraz w okresie stalinowskim nazwą tą określano różne obiekty więzienne i obozowe mieszczące się w rejonie ul. Gęsiej, w tym obóz koncentracyjny KL Warschau.

## Przed II wojną światową
Przed II wojną światową przy zbiegu ulic Gęsiej i Zamenhofa na warszawskim Muranowie mieściły się koszary artyleryjskie, wybudowane jeszcze w czasach stanisławowskich. W 1875 kompleks koszarowy został przekształcony przez władze carskie w więzienie wojskowe. Tę samą funkcję koszary pełnił również w okresie II Rzeczypospolitej. W latach 1920–1939 mieściło się tam Wojskowe Więzienie Śledcze. Kompleks więzienny był zwyczajowo nazywany „Gęsiówką”.

## Lata 1939–1945

### Areszt Centralny

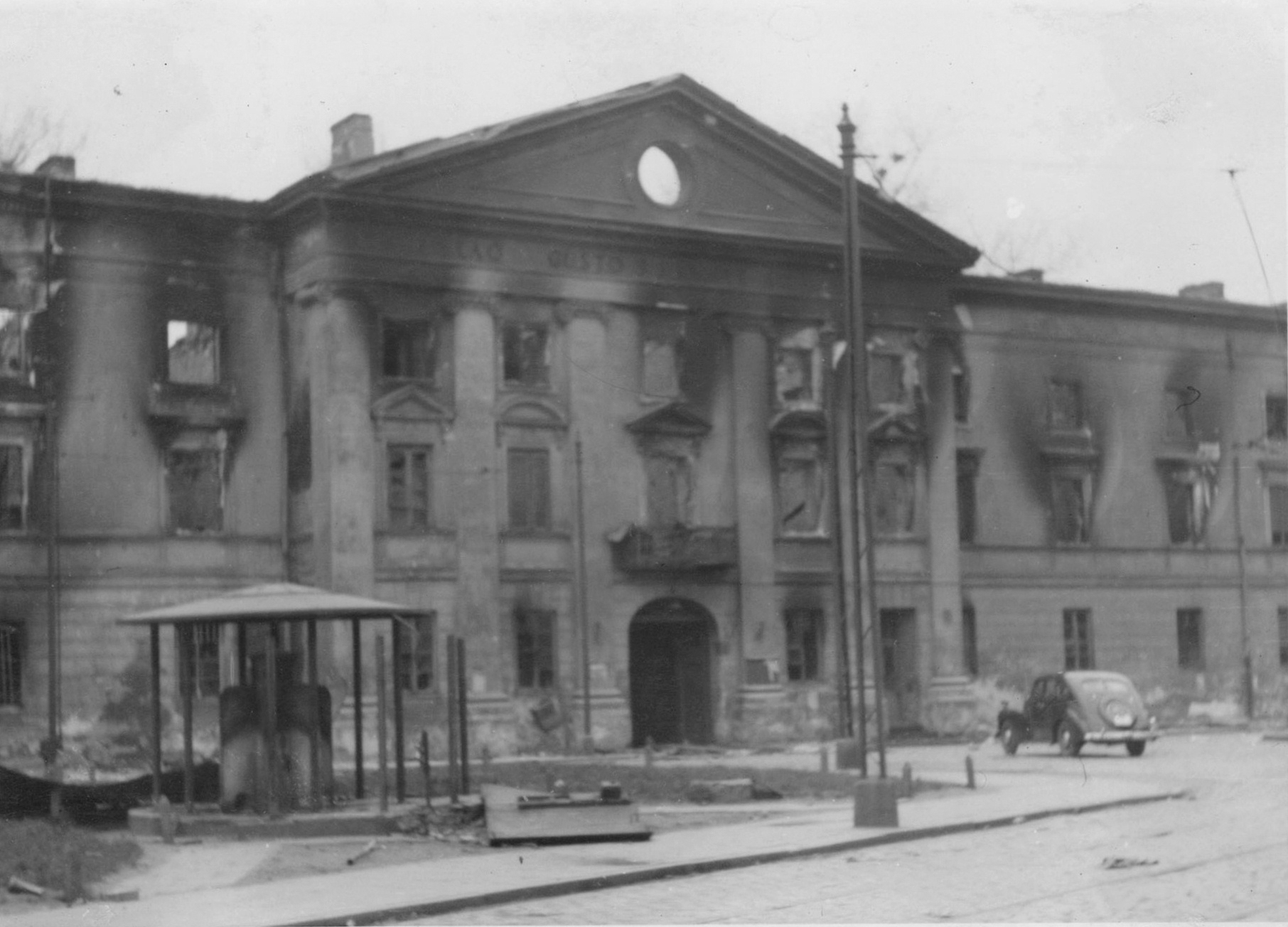
Wypalony gmach Koszar Wołyńskich przy ul. Zamenhofa. Zdjęcie wykonane w czasie powstania w getcie warszawskim

Podczas oblężenia Warszawy we wrześniu 1939 zabudowania koszar mocno ucierpiały na skutek niemieckich bombardowań. W październiku 1940 kompleks więzienny znalazł się w granicach getta warszawskiego. W stosunkowo najlepszym stanie przetrwał oblężenie frontowy gmach przylegający do ul. Zamenhofa. Urządzono tam Biuro Przyjmowania Przesyłek Pocztowych, siedzibę V rejonu Żydowskiej Służby Porządkowej, a także mieszkania prywatne.
W czerwcu 1941 roku na terenie koszar zorganizowano tzw. Areszt Centralny dla Dzielnicy Żydowskiej (niem. Zentralarrest für den jüdischen Wohnbezirk). Podlegał on pod względem formalnym i faktycznym Policji Polskiej Generalnego Gubernatorstwa („policji granatowej”). Strażnikami byli natomiast funkcjonariusze Żydowskiej Służby Porządkowej. Do Aresztu Centralnego trafiały przede wszystkim osoby oskarżone o szmugiel lub nielegalne przebywanie po „aryjskiej stronie”. Osadzenie w areszcie groziło także za inne przewinienia, na przykład jazdę tramwajem bez biletu lub nieprzestrzeganie zarządzeń obrony przeciwlotniczej. Pod koniec maja 1942 roku blisko 1/3 osadzonych stanowili nieletni poniżej 15. roku życia.
Areszt Centralny mieścił się początkowo w niewielkim budynku przy ul. Gęsiej 22. Później, w związku ze znacznym wzrostem liczby więźniów, na jego potrzeby przeznaczono także dziesięć dużych cel w więziennym gmachu przy ul. Gęsiej 24. W areszcie panowały bardzo trudne warunki bytowe i sanitarne, według Jana Grabowskiego gorsze nawet niż w więzieniach po „aryjskiej stronie”. Oba więzienne budynki były w stanie pomieścić około 350 osób, jednakże 10 marca 1942 roku liczba więźniów sięgnęła 1283, a w lipcu tegoż roku – około 1800. Śmiertelność była bardzo wysoka. Obfite żniwo zbierały zwłaszcza gruźlica i tyfus .
Na terenie „Gęsiówki” przeprowadzono pierwsze masowe egzekucje w getcie warszawskim. 17 listopada i 15 grudnia 1941 roku rozstrzelano tam odpowiednio osiem i piętnaście osób, wśród nich kobiety, które aresztowano za nielegalne przebywanie „po aryjskiej stronie”. W skład plutonu egzekucyjnego weszli funkcjonariusze „granatowej policji”. Podobne egzekucje powtarzały się w pierwszych miesiącach 1942 roku. Liczba Żydów skazanych na śmierć przez Sondergericht wkrótce stała się jednak tak duża, że w maju tegoż roku Niemcy podjęli decyzję o wykonywaniu wyroków na terenie karnego obozu pracy w Treblince.
22 lipca 1942 roku w warszawskim getcie rozpoczęła się wielka akcja deportacyjna. Więźniowie Aresztu Centralnego zostali jako jedni z pierwszych przeznaczeni do wywózki do obozu zagłady w Treblince. Kilkuset deportowano już w pierwszym transporcie, który odszedł z Umschlagplatzu 23 lipca 1942 roku. W późniejszym okresie więzienie pełniło funkcję jednego z punktów zbiorczych dla transportów do Treblinki.
Władysław Bartoszewski podaje, że żydowskich więźniów przetrzymywano w „Gęsiówce” do lata 1942 roku. Portal Wirtualny Sztetl informuje z kolei, że oficjalna likwidacja Aresztu Centralnego nastąpiła 19 kwietnia 1943 roku, tj. w momencie wybuchu powstania w getcie warszawskim .

### Wychowawczy obóz pracy

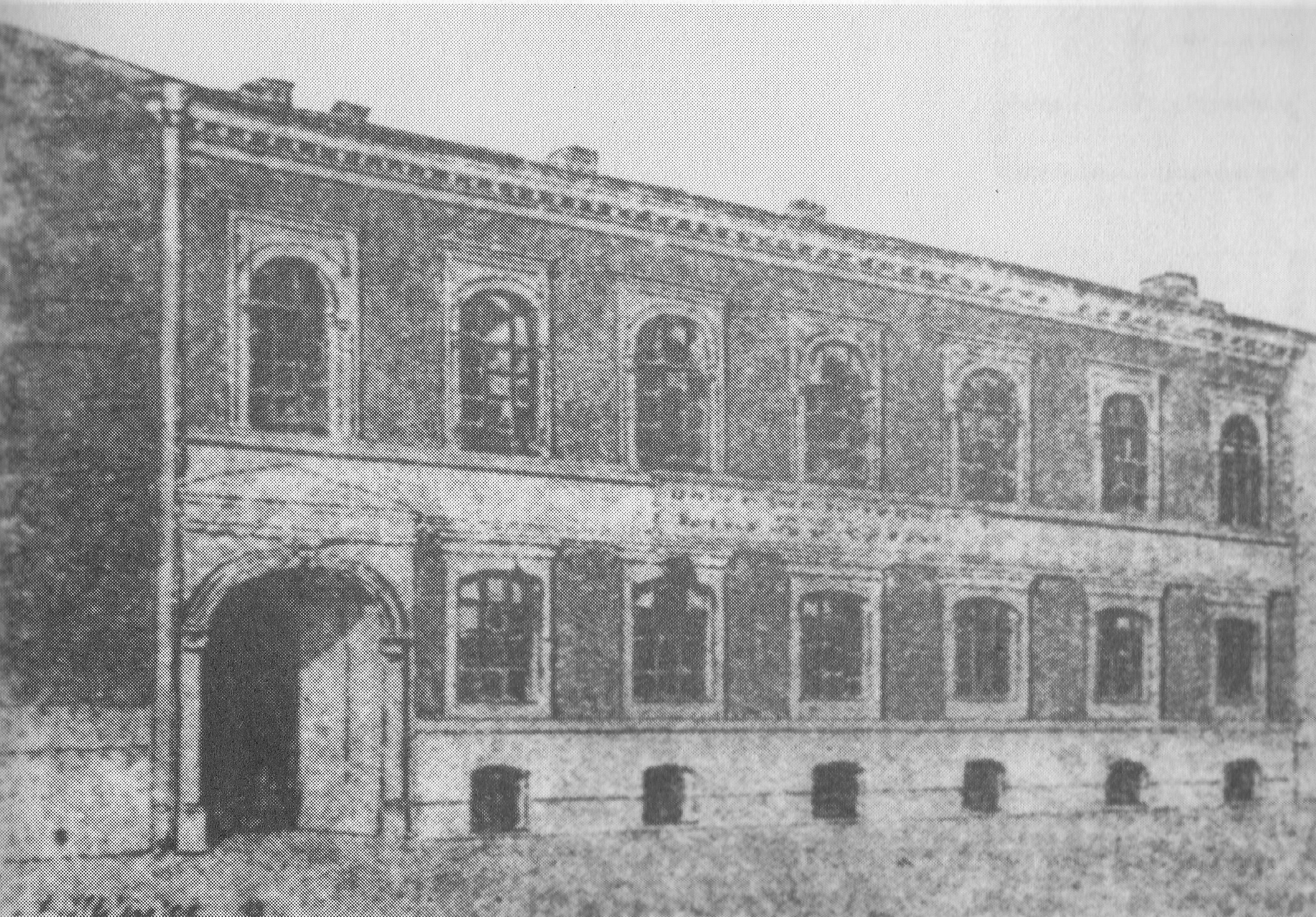
Budynek przy ul. Litewskiej 14, do którego jesienią 1943 przeniesiono wychowawczy obóz pracy

Jesienią 1942 roku Niemcy zorganizowali przy ul. Gęsiej tzw. wychowawczy obóz pracy policji bezpieczeństwa (niem. Arbeitserziehungslager der Sicherheitspolizei Warschau, AEL). Obóz ten również nazywany był „Gęsiówką”. Ulokowany został w części zabudowań dawnego więzienia wojskowego oraz w barakach wybudowanych na jego podwórzach. Zazwyczaj przebywało w nim jednorazowo od 300 do 400 więźniów.
AEL miał charakter obozu karnego dla Polaków. Jego więźniami były w większości wypadków osoby zatrzymane za wykroczenia i drobne przestępstwa, np. czarnorynkowy handel, nielegalne przekroczenie granicy, brak karty pracy, przebywanie na ulicach po godzinie policyjnej. Bogusław Kopka podaje, że do obozu kierowano także chłopów podejrzewanych o pomoc partyzantom oraz niektórych więźniów zwolnionych z więzienia na Pawiaku. Prawdopodobnie obóz służył również jako miejsce tymczasowego zatrzymania Żydów schwytanych „po aryjskiej stronie”.
Warunki bytowe w wychowawczym obozie pracy były trudne, niemniej nieporównywalnie lepsze niż np. na pobliskim Pawiaku. Na co dzień więźniowie pracowali w niemieckich przedsiębiorstwach lub w warsztatach rzemieślniczych produkujących na potrzeby Niemiec, a także wykonywali rozmaite prace na terenie Pawiaka, siedziby Gestapo w al. Szucha, czy w niemieckich koszarach i magazynach. Zatrudniano ich ponadto przy robotach rozbiórkowych na terenie byłego getta. Polscy więźniowie przebywali w obozie przez 56 dni. Zazwyczaj po zakończeniu kary oddawano ich do dyspozycji niemieckiego urzędu pracy i wywożono na roboty przymusowe do Niemiec.
Na przełomie listopada i grudnia 1943 wychowawczy obóz pracy został przeniesiony na ul. Litewską 14 w Śródmieściu Południowym, gdzie zajął budynek dawnego Domu Dziecka im. Baumanów.

### KL Warschau

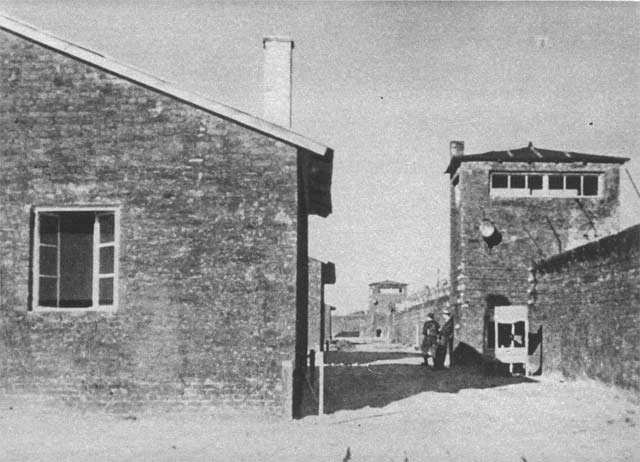
Baraki i wieże strażnicze KL Warschau

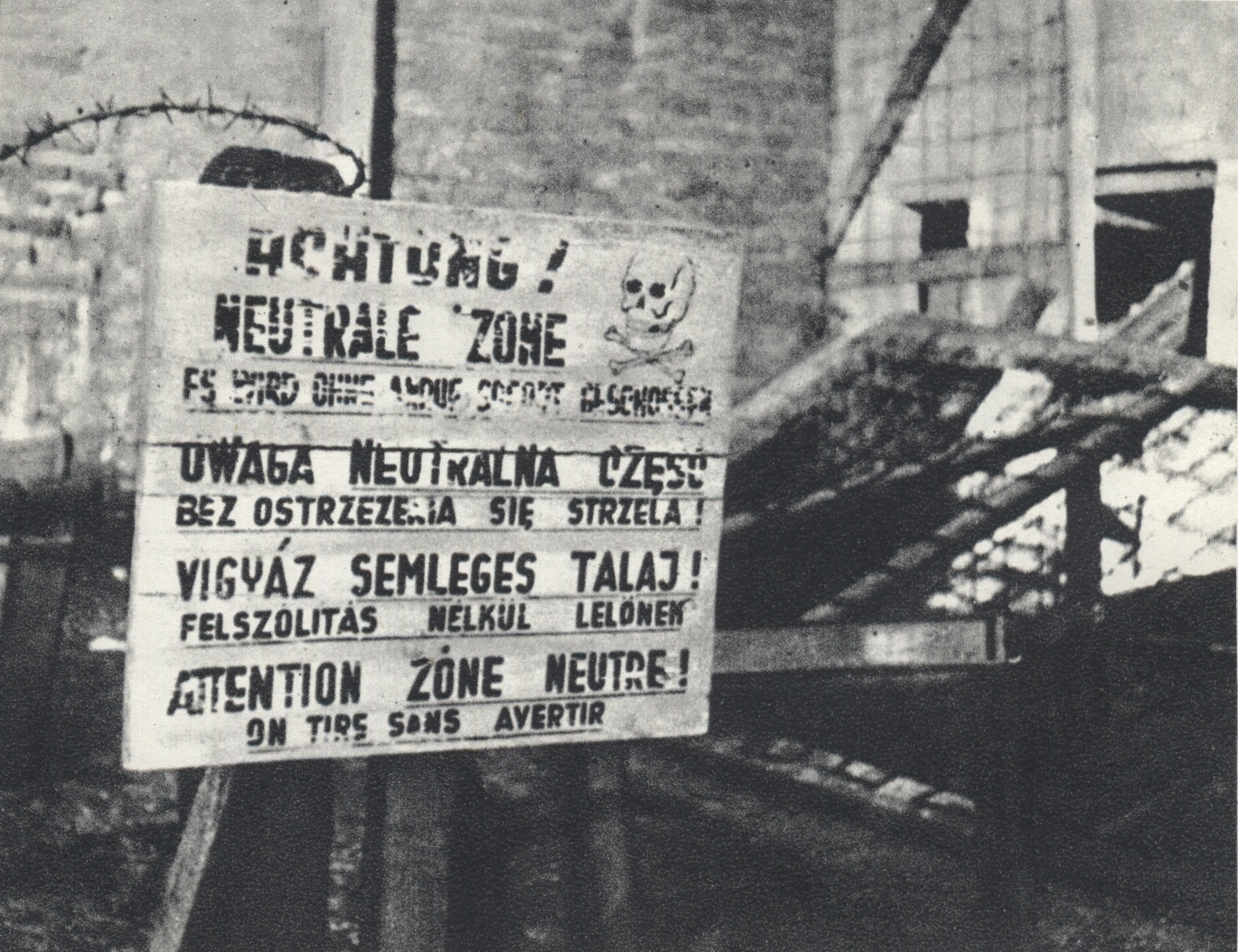
Tablica z ostrzegawczymi napisami w czterech językach

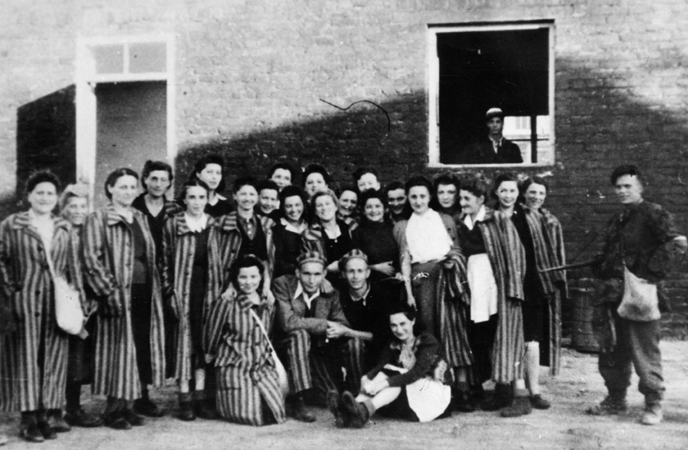
Więźniarki KL Warschau uwolnione 5 sierpnia 1944 przez żołnierzy Batalionu „Zośka”

Na mocy decyzji Reichsführera-SS Heinricha Himmlera w Warszawie utworzony został w drugiej połowie 1943 roku obóz koncentracyjny, znany powszechnie pod nazwą KL Warschau. Obóz zorganizowano na terenie byłego getta, adaptując w tym celu budynki dawnego więzienia wojskowego oraz przyległe do niego place rozciągające się wzdłuż ul. Gęsiej – od ul. Zamenhofa po ul. Okopową. Początek działalności obozu datowany jest na 19 lipca 1943, kiedy to przybyła tam pierwsza grupa więźniów, w większości niemieckich kryminalistów z KL Buchenwald. Pierwszy transport więźniów żydowskich trafił natomiast na Gęsią 31 sierpnia 1943 (skierowany z obozu Auschwitz-Birkenau). KL Warschau funkcjonował początkowo jako samodzielny obóz, lecz w związku z licznymi nadużyciami i korupcją szerzącą się wśród członków jego załogi, został z dniem 1 maja 1944 zdegradowany do rangi filii obozu na Majdanku. Ludność stolicy z czasem również KL Warschau zaczęła określać mianem „Gęsiówki”.
Minimalna liczba więźniów, którzy przeszli przez obóz koncentracyjny przy ul. Gęsiej szacowana jest na 7250. Do KL Warschau kierowano przede wszystkim Żydów z różnych krajów Europy – Węgier, Grecji, Niemiec, Francji oraz krajów Beneluksu. Znalazła się tam również niewielka liczba polskich Żydów. Wśród więźniów przeważali mężczyźni poniżej 40. roku życia. Byli oni zmuszani do pracy przy rozbiórce ruin getta oraz przy pozyskiwaniu i segregowaniu wszelkiego wartościowego mienia znajdującego się jeszcze na jego terenie. Na skutek wyniszczających warunków pracy, głodu, chorób oraz okrucieństwa strażników śmiertelność wśród więźniów była bardzo wysoka. W latach 1943–1944 obóz oraz rozciągające się wokół niego ruiny służyły także Niemcom jako miejsce masowych egzekucji. Rozstrzeliwano tam polskich więźniów politycznych, warszawiaków schwytanych w czasie ulicznych łapanek, a także Żydów ujętych „po aryjskiej stronie”. Instytut Pamięci Narodowej szacuje liczbę ofiar KL Warschau na ok. 20 tys. osób, w tym ok. 10 tys. Polaków (w statystyce tej ujęto zarówno zamordowanych więźniów, jak też osoby rozstrzelane na terenie obozu lub w jego sąsiedztwie).
W związku ze zbliżaniem się Armii Czerwonej Niemcy przystąpili latem 1944 do ewakuacji obozu. 28 lipca blisko 4 tys. więźniów popędzono pieszo do Kutna. Tych, którzy przeżyli ów „marsz śmierci” wywieziono 2 sierpnia do KL Dachau. 5 sierpnia, w piątym dniu powstania warszawskiego, obóz przy ul. Gęsiej został zdobyty przez żołnierzy Batalionu „Zośka”, którzy wyzwolili ostatnich przybywających w nim jeszcze więźniów. Według danych dowództwa Armii Krajowej powstańcy uwolnili tego dnia 348 Żydów, w tym 24 kobiety. Większość uwolnionych Żydów zgłosiła się ochotniczo w szeregi oddziałów powstańczych. Służyli oni później zarówno z bronią w ręku, jak też w jednostkach pomocniczych, które zajmowały się gaszeniem pożarów, ratowaniem zasypanych, transportem i aprowizacją.

## Lata 1945–1956

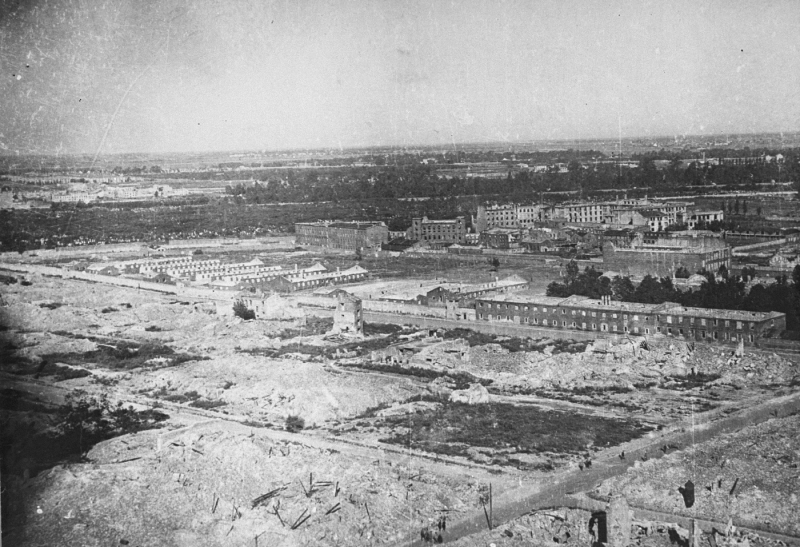
„Gęsiówka” w 1945 roku

Wkrótce po wyparciu Niemców z Warszawy część dawnego KL Warschau została przejęta przez sowieckie NKWD, które urządziło tam własny obóz dla jeńców niemieckich, członków AK oraz żołnierzy podziemia niepodległościowego. Funkcjonował on od stycznia do maja 1945 roku. Więźniowie byli przetrzymywani w fatalnych warunkach, prawdopodobnie w obozie dochodziło również do licznych egzekucji.
Od 15 września do 25 września 1946 na terenie przedwojennego więzienia wojskowego przy ul. Gęsiej prowadzone były prace ekshumacyjne. Zebrano tam wówczas ok. 2180 kg prochów ludzkich. Zwłoki i prochy ekshumowane z terenu „Gęsiówki” zostały pogrzebane na Cmentarzu Wolskim.
W połowie 1945 roku obóz przejęło Ministerstwo Bezpieczeństwa Publicznego, które wkrótce zorganizowało w rejonie przedwojennej ul. Gęsiej tzw. Centralny Obóz Pracy dla Odbudowy Warszawy w Warszawie. Przetrzymywano w nim przede wszystkim niemieckich jeńców wojennych, których zatrudniano przy pracach budowlanych i rozbiórkowych na terenie stolicy. Był to jeden z największych obozów jenieckich w powojennej Polsce (1 grudnia 1947 liczba osadzonych wynosiła 5511). Śmiertelność wśród osadzonych była wysoka. Ustalono, że tylko w czerwcu 1945 roku zakopano na terenie obozu zwłoki 400 zmarłych jeńców niemieckich. Zachowana księga zmarłych Centralnego Obozu Pracy zawiera nazwiska 683 więźniów zmarłych między majem a listopadem 1945 roku.
Do 1949 roku większość jeńców została zwolniona. 19 listopada 1949 w miejscu dawnego obozu jenieckiego utworzone zostało Centralne Więzienie – Ośrodek Pracy w Warszawie, znane także pod nazwą Centralne Więzienie Warszawa II Gęsiówka. Przetrzymywano tam przede wszystkim przestępców kryminalnych oraz osoby skazane wyrokami Komisji Specjalnej do Walki z Nadużyciami i Szkodnictwem Gospodarczym. Więźniowie pracowali m.in. przy produkcji materiałów budowlanych na potrzeby odbudowy Warszawy. W „Gęsiówce” przez dwa lata był więziony Marek Nowakowski (1952–1954). Obóz zlikwidowano w 1956 roku.
Według autorów opracowania Lista osób zmarłych w więzieniach polskich w latach 1944–1956 w kompleksie komunistycznych obozów przy przedwojennej ul. Gęsiej zmarło łącznie 1180 osób. Bogusław Kopka szacuje natomiast liczbę ofiar na około 1800.

## Stan obecny i upamiętnienie

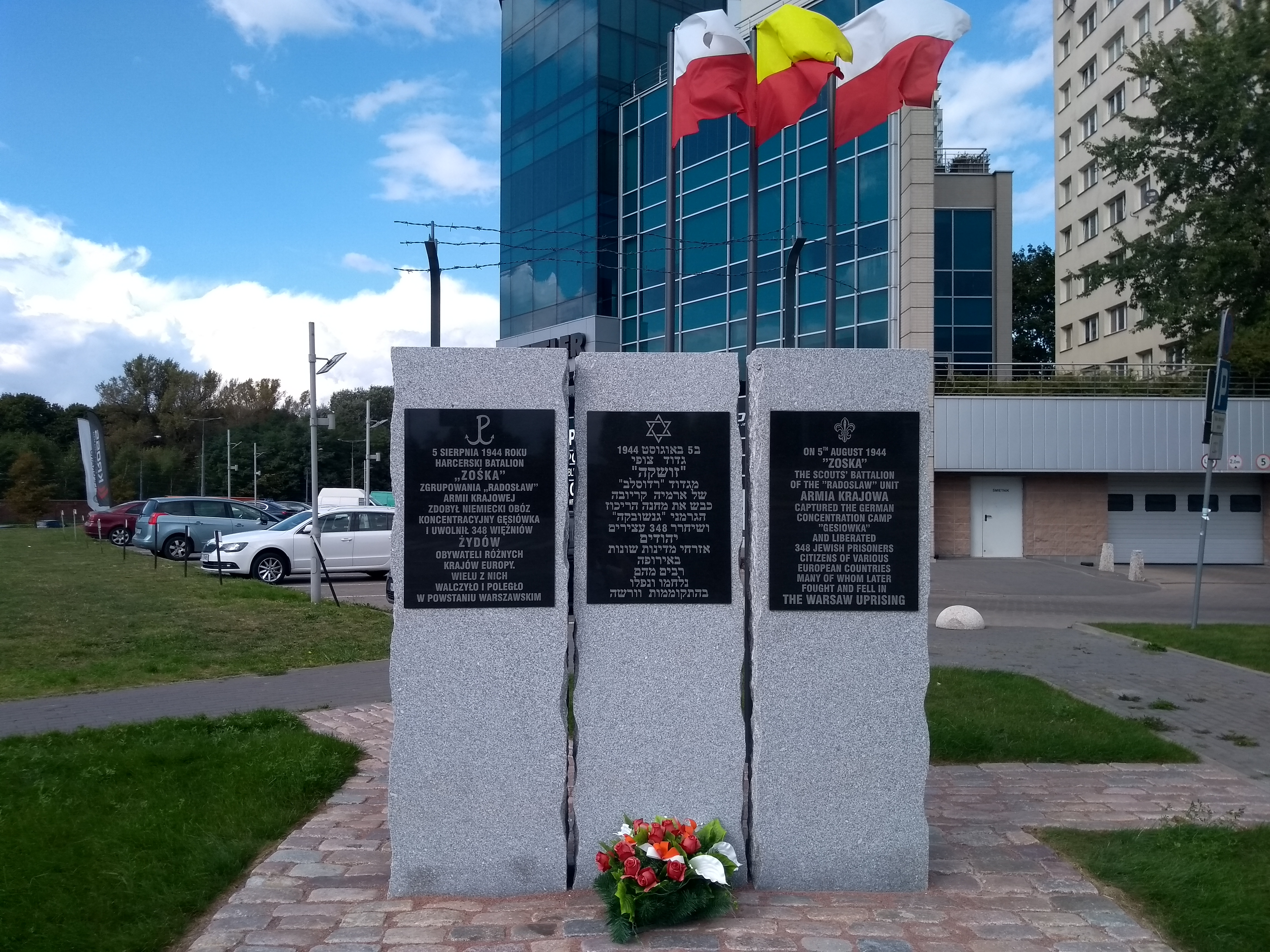
Tablica przy ul. Mordechaja Anielewicza, upamiętniająca wyzwolenie obozu

Wypalony gmach dawnego więzienia wojskowego został rozebrany w 1965 roku. Obecnie w miejscu dawnej „Gęsiówki” znajduje się skwer, osiedle mieszkaniowe oraz gmach Muzeum Historii Żydów Polskich.
Prawdopodobnie w latach 50. na murze wypalonego gmachu więzienia, a dokładnie na elewacji od strony ul. Zamenhofa, zainstalowana została piaskowcowa tablica pamiątkowa projektu Karola Tchorka . Zaginęła ona jednak po rozebraniu ruin w 1965 roku. 
Jedyną formą upamiętnienia więzień i obozów mieszczących się w latach 1940–1956 w rejonie ul. Gęsiej jest odsłonięta 5 sierpnia 1994 roku tablica pamiątkowa, informująca o wyzwoleniu obozu KL Warschau przez żołnierzy Batalionu „Zośka”. Początkowo tablica, w językach polskim i hebrajskim, znajdowała się na ścianie bloku przy ul. Mordechaja Anielewicza 34. Latem 2018 roku tablicę, już w trzech wersjach językowych: polskiej, hebrajskiej i angielskiej, przeniesiono na wolnostojące, granitowe postumenty na rogu ulic Anielewicza i Okopowej.
W listopadzie 2010 roku z inicjatywy Fundacji Ochrony Dziedzictwa Żydowskiego na terenie dawnego obozu i więzienia rozpoczęły się prace archeologiczne. Odnaleziono wtedy m.in. fundamenty budynków obozowych .